# Fran Sol
Francisco Sol Ortiz (Madrid, 13 de marzo de 1992), más conocido como Fran Sol, es un futbolista español que juega en la posición de delantero para el Hércules C. F. de la Primera Federación.

## Trayectoria
Se formó en las categorías inferiores de la Escuela de Fútbol de Vicálvaro (1998-2000), para luego pasar por las del Rayo Vallecano (2000-2002) y desde la 2002-2003 enrolado en el Real Madrid. La temporada 2011-12 la jugó en el Real Madrid C, con 33 partidos (1961 minutos), diez goles y dos amarillas. En 2011 criticó duramente a las bases del Real Madrid afirmando que en los filiales están molestos por el «favoritismo» a Pedro Mendes y después explica que fue un amigo quien lo escribió.
En la temporada 2012-13 la jugó en dos equipos. En el Lugo, en la Liga Adelante, sumó 12 partidos (335 minutos) y un gol, así como en el Real Oviedo, del grupo I de Segunda B, con 11 encuentros (252 minutos) y dos amarillas.
En el Real Madrid C, en Segunda B, jugó 31 partidos (1421 minutos), con siete goles y tres cartulinas amarillas. 
En 2014 se convirtió en el tercer fichaje del Villarreal C. F. "B" para su nueva andadura en Segunda B. En abril de 2015 debutó en primera división con el Villarreal C. F. El 1 de junio de 2016 se despidió del club.
El 24 de junio de 2016 fichó por el Willem II Tilburg. En su primera temporada con el club neerlandés jugó en 25 ocasiones, anotando 10 goles y siendo el goleador del equipo en la Eredivisie 2016-17.
El 16 de enero de 2019 se anunció su fichaje por el F. C. Dinamo Kiev.
Tras sus experiencias en Países Bajos y Ucrania, el 2 de octubre de 2020 se hizo oficial su regreso al fútbol español tras llegar cedido por el equipo ucraniano al C. D. Tenerife para disputar la temporada 2020-21 en la Segunda División. El siguiente curso se fue prestado a la S. D. Eibar. En julio de 2022 acumuló una tercera cesión, siendo esta vez el Málaga C. F. su destino.
Tras estas tres campañas en España volvió a probar fortuna en el extranjero después de comprometerse en julio de 2023 con el AEK Larnaca chipriota por dos años más uno opcional. Tras los dos primeros, en los que marcó veintiún goles en más de setenta partidos, fichó por el Hércules C. F.

## Clubes
| Club                    | País         | Año       | Partidos | Anotado |
| ----------------------- | ------------ | --------- | -------- | ------- |
| Real Madrid C. F. "C"   | España       | 2011-2012 | 38       | 12      |
| C. D. Lugo              | España       | 2012-2013 | 13       | 1       |
| Real Oviedo             | España       | 2013      | 2        | 0       |
| Real Madrid C. F. "C"   | España       | 2013-2014 | 31       | 7       |
| Villarreal C. F. "B"    | España       | 2014-2016 | 78       | 32      |
| Villarreal C. F.        | España       | 2015      | 2        | 0       |
| Willem II               | Países Bajos | 2016-2019 | 88       | 47      |
| F. C. Dinamo de Kiev    | Ucrania      | 2019-2020 | 25       | 4       |
| C. D. Tenerife (cedido) | España       | 2020-2021 | 40       | 10      |
| S. D. Eibar (cedido)    | España       | 2021-2022 | 34       | 5       |
| Málaga C. F. (cedido)   | España       | 2022-2023 | 34       | 4       |
| AEK Larnaca             | Chipre       | 2023-2025 | 75       | 21      |
| Hércules C. F.          | España       | 2025-     |          |         |

## Palmarés

### Títulos nacionales
| Título               | Club                 | País    | Año  |
| -------------------- | -------------------- | ------- | ---- |
| Supercopa de Ucrania | F. C. Dinamo de Kiev | Ucrania | 2019 |
| Copa de Ucrania      | F. C. Dinamo de Kiev | Ucrania | 2020 |
| Supercopa de Ucrania | F. C. Dinamo de Kiev | Ucrania | 2020 |
| Copa de Chipre       | AEK Larnaca          | Chipre  | 2025 |